# Colladonus beameri
Colladonus beameri är en insektsart som beskrevs av Ball 1937. Colladonus beameri ingår i släktet Colladonus och familjen dvärgstritar. Inga underarter finns listade i Catalogue of Life.